# Gary Lightbody
Gary Lightbody (Bangor, Condado de Down, 15 de junho de 1976) é o vocalista e guitarrista da banda de rock alternativo Snow Patrol.

## Biografia
Gary Lightbody nasceu em 15 de junho de 1976, em Bangor, na Irlanda do Norte. Depois de estudar na Rockport School e na Campbell College, se mudou para Dundee, na Escócia, em 1994, para estudar na Universidade de Dundee, onde cursou Literatura e Língua Inglesa. Foi lá que formou a banda Polarbear com os amigos Mark McClelland e Michael Morrison.[carece de fontes?]
Gary já declarou numa entrevista que cresceu como uma criança "indie-rock" inspirada a se tornar música, com influências de artistas como Kurt Cobain, Super Furry Animals e Sebadoh. Como compositor, escreveu músicas para diversos artistas. Em 2001, formou o grupo escocês The Reindeer Section, enquanto também trabalhava como DJ, geralmente com seu colega de banda Tom Simpson. Ele foi uma das celebridades a substituírem o DJ Zane Lowe no seu programa na rádio BBC 1, quando este saiu de férias. Gary acabou sendo votado o melhor DJ substituto pelos ouvintes do programa.
Além de tudo, Gary ainda escreve artigos e colunas em várias revistas e jornais, como a Q The Music.com, e também já foi editor de uma edição da sessão musical do The Irish Time. Um apaixonado fã de música, Gary recomenda álbuns e artistas de diversos estilos musicais em suas resenhas nos seus blogs. Para a revista The New Statesman, ele escreveu sobre sua viagem ao Uganda com a organização Save The Children.[carece de fontes?] Gary é um dos maiores apoiadores da crescente cena musical de Belfast, cidade onde cresceu na Irlanda do Norte. Está no conselho de diretores do Oh Yeah Belfast Music Centre, um projeto cujo intento é dar um lugar para novos artistas trocarem ideias e darem início a suas carreiras, já que é comum novos talentos saírem do país por falta de apoio. Lightbody apoia novas bandas e até as colocou como abertura na UK & Ireland Arena Tour, em fevereiro e março de 2009.[carece de fontes?]
Gary prefere manter sua vida pessoal um assunto privado. Foi eleito o 96º homem mais sexy da Irlanda em 2009.[carece de fontes?]

## Colaborações e projetos paralelos

### 2000 – 2002

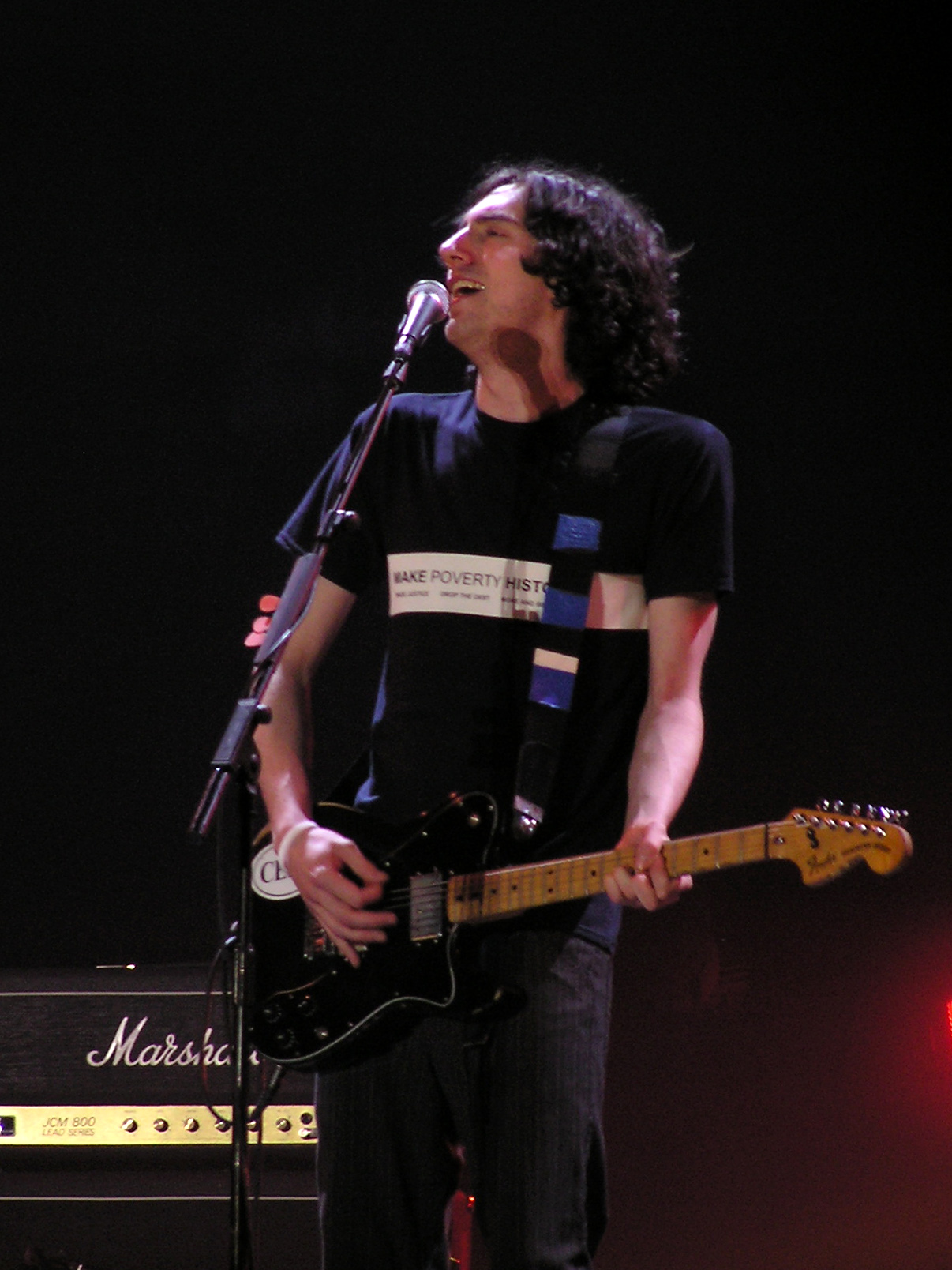
Gary Lightbody

Gary formou em 2000 o “super grupo” escocês The Reindeer Section, com 47 músicos de 20 bandas diferentes. Lançaram 2 álbuns: Y’All Get Scared Now, Ya Hear! em 2001 e Son of Evil Reindeer em 2002.
Em 2001, ele ainda cantou na música Fallen, do músico de breakbeat/eletrônico britânico Cut La Roc. Emprestou sua voz, também, a uma faixa do álbum Rock Action da banda Mogwai.[carece de fontes?]

### 2005 - 2006
Em 2005 Gary contribuiu para outro projeto, o The Cake Sale, formado por Brian Crosby para arrecadar fundos e chamar atenção para a campanha irlandesa Make Trade Fair. Fez um dueto com Lisa Hannigan na música "Some Surprise", composta por Paul Noonan, do Bell X1. A música chegou ao 5º lugar nas paradas irlandesas. Contribuiu ainda com vocais em 4 músicas do álbum Waiting for Clearance do The Freelance Hellraiser, e no álbum de estreia do produtor Kidda, Going Up, na faixa Shining 1, em 2006.

### 2007 - 2008
Em 2007, Gary fez nova parceria com Cut La Roc, na faixa Mishka, do álbum Larger Than Life.
Gary compôs a música "Just Say Yes", para o álbum de estreia solo de Nicole Scherzinger, mas como o álbum foi engavetado, o single foi regravado pelas Pussycat Dolls, mas nunca foi lançado. Em setembro de 2009, o próprio Snow Patrol lançou "Just Say Yes".

### 2008 - 2009
Com seu amigo e produtor Garret "Jacknife" Lee, Gary trabalha num álbum chamado "Listen... Tanks!", uma colaboração de bandas de rock napoleônica. Uma única música foi lançada, exatamente quando Gary substituiu o DJ Zane Lowe na BBC1, chamada "Black and Silver". Porém, o álbum, apesar de já ter todas as faixas compostas, ainda não foi gravado e não previsão de seu lançamento.

### 2010
Em 12 de julho de 2010 foi lançado o álbum paralelo country (The Place We Ran From) do super-grupo musical montado por Gary Lightbody, o Tired Pony, constituído por  Gary Lightbody, Richard Colburn, Iain Archer, Jacknife Lee, Peter Buck, Scott McCaughey e Troy Stewart.